# Internationale dag voor de uitroeiing van armoede
De Internationale dag voor de uitroeiing van armoede (ook: Wereldarmoededag, of Werelddag van verzet tegen extreme armoede) wordt jaarlijks over de hele wereld gevierd op 17 oktober. Deze dag is in 1992 officieel erkend door de Verenigde Naties, maar de eerste viering vond al plaats in Parijs, Frankrijk in 1987. 100.000 mensen verzamelden zich op het Human Rights and Liberties Plaza in Palais de Chaillot om mensen te herdenken die lijden onder armoede, honger, geweld en angst.